# Dune II
Dune II: The Building of a Dynasty (під назвою Dune II: Battle for Arrakis виходила версія для Європи та Sega Mega Drive) — відеогра, один із перших представників жанру стратегії у реальному часі. Розроблена Westwood Studios на замовлення Virgin Interactive за мотивами роману Френка Герберта «Дюна» та видана в 1992 році для MS-DOS.

## Ігровий процес

Приклад ігрового процесу: атака на базу противника

### Основи
Гравець керує розвитком військової бази, де замовляє війська та веде їх у бій задля знищення ворожої бази. Дія відбувається на прямокутних місцевостях — картах, вкритих туманом війни (англ. Fog Of War), який розсіюється в радіусі огляду споруд та військ. На відміну від пізніших ігор, він не вкриває область знову, коли війська її залишать. Щоб віддавати команди, такі як рухатися чи атакувати, слід вибирати відповідну дію на бічній панелі управління, або користуватися гарячими клавішами та вказувати ціль.
Важливу інформацію і поради надають ментанти — радники кожного з протиборчих домів.
На початку гравець має Збиральний двір, де можна замовити нові споруди. Коли споруда готова, потрібно вибрати місце, де її поставити. Споруди можуть стояти на попередньо покладених плитах впритул до Збирального двору, причому кожна займає різну кількість плит, інакше зведена споруда матиме лише половинний запас міцності. Пошкоджені плити слід замінювати новими. Одні споруди відкривають доступ до інших.
Основним ресурсом є речовина меланж (англ. Melange) яку в народі через приємний запах кориці називають пряністю. Очисник (англ. Refinery) прянощі комплектується Комбайном (англ. Harvester), який може видобувати меланж (у версії для Sega Mega Drive він самостійно вирушає до найближчого скупчення прянощі, у DOS-версії керування цілком належить гравцю), що виглядає як оранжеві розсипи. Зібравши пряність, він відвозить її на Очисник, який дає кошти для будівництва та ремонту. База вимагає і електроенергії, що виробляється енергостанціями. При цьому їхня продуктивність залежить від цілісності енергостанції: пошкоджені будівлі дають менше енергії. Пошкодження можна усунути за відповідний відсоток вартості будівлі. В міру розбудови бази відкриваються нові технології і війська та стає можливим боротися з ворогами і знищити їхню базу.
Всі ворогуючі сторони володіють приблизно однаковим набором військ та механізмів: Комбайн (англ. Harvester), Збірний двір (англ. Construction Yard), Легкі піхотинці (англ. Light Infantry), Важкі піхотинці (англ. Heavy Troopers), Трицикл (англ. Trike), Квадроцикл (англ. Quad), Бойовий танк (англ. Combat Tank), Ракетна установка (англ. Rocket Launcher), Облоговий танк (англ. Siege Tank), Носій (англ. Carryall), Орнітоптер (англ. Ornithopter). Виняток становлять спеціальні війська.
Для оборони бази слугують стіни, що, як і плити, не можна відремонтувати, та турелі. Останні можуть доозброюватися ракетами на додачу до кулемета.
Ландшафт має різну прохідність; так, скелі може перетинати лише піхота. З піску можуть нападати місцеві істоти — Піщані черви.

### Протиборчі фракції
Дім Атрідів
- Технологія X-центру: Звуковий танк (англ. Sonic Tank), який ушкоджує все, що лежить на шляху ультразвукової хвилі.
- Зброя палацу: Фримени (англ. Fremen), корінні жителі планети Арракіс. У випадковому місці на карті з'являються три загони важкої піхоти фрименів, які самостійно атакують противника.
- Колір у грі — синій.

Дім Харконенів
- Технологія X-центру: Спустошувач (англ. Devastator). Надпотужний танк, який крім того вибухає при знищенні або за командою, ушкоджуючи усе навколо.
- Зброя палацу: «Рука Смерті» (англ. Death Hand). Ракета, що може вразити будь-яку точку на карті. Має величезну руйнівну силу, але низьку точність.
- Не має на озброєнні Орнітоптерів.
- Колір у грі — червоний.

Дім Ордосів
Ордоси не згадуються у книгах Френка Герберта, проте вони присутні в «Енциклопедії Дюни»

- Технологія X-центру: Девіатор (англ. Deviator). Ракетний танк, ракети якого поширюють газ, не завдаючи ушкоджень. Проте військо, отруєне газом, тимчасово переходить під керівництво Дому Ордосів, або до першого отриманого ушкодження.
- Зброя палацу: Диверсант (англ. Saboteur). Невидимий юніт, який може пошкоджувати та захоплювати ворожі будівлі.
- Рейдер (англ. Raider) — модифікований Трицикл, який має більшу швидкість, але слабшу броню.
- Колір у грі — зелений.

Дім Корріно
Правлячий дім імператора, неігрові персонажі. Має на озброєнні винятково сильні піхотні війська — Сардаукарів (англ. Sardaukar).

## Сюжет
Імператор Фредерік IV Корріно через борги, спричинені міжусобицями в сім'ї, потребує цінного ресурсу — меланжу (відомому як «пряність»), який добувається тільки на планеті Арракіс. Він пропонує трьом Великим домам (Атріди, Харконнени та Ордоси) змагання в зборі «пряності». Дім, який добуде її найбільше, отримає владу над Арракісом. Доми Атрід, Харконнен і Ордос починають змагання за владу, намагаючись не дати один одному виграти.
Атріди є шляхетним домом, що шанує честь і традиції, Харконнени — підступі й честолюбні, а Ордоси складаються з багатіїв, які шукають легкої наживи. З часом проти дому гравця об'єднуються два ворожі доми, а в фіналі до них долучаються імператорські війська.
Якщо перемагають Атріди, вони засуджують Імператора за злочини проти свого дому та оголошують, що він більше не має права на владу.
Харконнени відкрито звинувачують Імператора в обмані їхнього дому. Прибулі посли обіцяють, що Імператор поплатиться за це своїм життям та розстрілюють його.
В разі перемоги Ордосів, вони кажуть Імператору, що той зробив їх пішаками у своїй грі. Після цього вони повідомляють, що стали сильніші, ніж будь коли, тож Імператор сам програв. Той вдає наче не розуміє про що йде мова і лишається в розпачі.

## Розробка
Розробка гри почалася з того, що президент Virgin Мартін Альпер запросив співзасновника Westwood Studios Брета Сперрі на розмову стосовно того, що компанія отримала права на адаптації творів за всесвітом «Дюни» Френка Герберта. Вони домовилися про розробку відеогри за мотивами першого роману серії. На той час Virgin уже замовила розробку стратегічної гри Dune у компанії Cryo, але Альпер не схвалював ту розробку, вважаючи надто «французькою» для британського й американського ринку. Фінасування Cryo припинили, але компанія завершила розробку гри за власні кошти. Із цієї причини Dune від Westwood отримала номер II і підзаголовок Building of a Dynasty.
Розробники з Westwood Бретт Сперрі, Марк Крем і Джо Бостік домовилися зосередити ігровий процес на будівництві бази і переміщеннях в реальному часі. Як основний ресурс було обрано цінну речовину з першоджерел — спайс або ж «пряність», за яку й точиться боротьба. На відміну від Dune Cryo, Westwood розробили і втілили концепцію «одного екрану», де всі аспекти гри взаємопов'язані і перетікають один в одного. Тобто, втрата джерел енергії миттєво позначається на живленні бази, а втрата Збирального Двору (де міститься радар) — позбавляла міні-карти.

## Версії
Dune II початково вийшла для платформи DOS в 1992 році. Вона була однією з перших ігор, які підтримували Roland Sound Canvas (General MIDI) і звукові карти Sound Blaster.
В 1993 році вийшли версії для Amiga і Sega Mega Drive/Sega Genesis. В 1995 гра вийшла і для комп'ютерів Archimedes та Risc PC.
Версії для Sega відрізняються від оригінальної графікою будівель і юнітів (в оригіналі спрайти й зображення в меню різнилися) та мають інтерфейс без меню, пристосований для керування з геймпада. В них не можна зберігати прогрес, а лише вводити коди для доступу до кожного рівня. Також у версіях для Sega немає ментантів, натомість наявний довідник.
Порт на Amiga подібний на DOS-версію, проте відрізняється менш якісною графікою. На цій платформі гра міститься на 5-и дисках, а прогрес зберігаються на окремому спеціально відформатованому диску.
Останньою офіційною версією гри була 1.07, після якої підтримку гри було завершено. 
Існує неофіційний патч, який виправляє багато відомих дефектів

## Вплив
Dune II запровадила стандарти стратегій в реальному часі, які визначили сучасні риси цього ігрового жанру. А саме — різні протиборчі сторони, розбудову бази за принципом «дерева технологій», структуру кампаній, де поступово відкриваються все потужніші війська.

## Цікаві факти
- Гра була оптимізована для повільних машин (наприклад, IBM 286) внаслідок чого виникав цікавий баґ: техніка поза екраном рухалась швидше, ніж та, яку гравець міг спостерігати. Цей баґ існував у всіх ранніх іграх жанру RTS від Westwood Studios.[джерело?]